# Georgia Bohl
Georgia Bohl (Auchenflower, 11 april 1997) is een Australische zwemster. Bohl is lid van de St. Peters Western club waar zij getraind wordt door haar vader Michael.

## Carrière
Op de 2016 Australian Swimming Championships kwalificeerde Bohl zich, op de 100 meter schoolslag, voor de Olympische Zomerspelen 2016 in Rio de Janeiro.

## Internationale toernooien
| Jaar | Olympische Spelen | WK langebaan | WK kortebaan  | PanPacs | Gemenebestspelen |
| ---- | ----------------- | ------------ | ------------- | ------- | ---------------- |
| 2016 | 5-21 augustus     |              | 6-11 december |         |                  |

## Persoonlijke records
Bijgewerkt tot en met 13 april 2016
Kortebaan
| Afstand         | Tijd    | Datum            | Plaats |
| --------------- | ------- | ---------------- | ------ |
| 50m schoolslag  | 30,03   | 28 november 2015 | Sydney |
| 100m schoolslag | 1.04,65 | 26 november 2015 | Sydney |
| 200m schoolslag | 2.20,77 | 27 november 2015 | Sydney |

Langebaan
| Afstand         | Tijd    | Datum         | Plaats   |
| --------------- | ------- | ------------- | -------- |
| 50m schoolslag  | 30,58   | 13 april 2016 | Adelaide |
| 100m schoolslag | 1.06,12 | 8 april 2016  | Adelaide |
| 200m schoolslag | 2.23,95 | 11 april 2016 | Adelaide |